# Венски (Дятловский район)
Венски́ (бел. Вянскі) — деревня в Дятловском сельсовете Дятловского района Гродненской области Республики Беларусь. По переписи населения 2009 года в Венсках проживало 36 человек.

## История
В 1897 году Венски — деревня в Пацевской волости Слонимского уезда Гродненской губернии (37 домов, 188 жителей). В 1905 году — 203 жителя.
В 1921—1939 годах Венски находились в составе межвоенной Польской Республики. В сентябре 1939 года Венски вошли в состав БССР.
В 1996 году Венски входили в состав Вензовецкого сельсовета и колхоза «Заря». В деревне насчитывалось 30 хозяйств, проживало 69 человек.
13 июля 2007 года деревня была передана из Вензовецкого в Дятловский сельсовет.